# RR Lyrae

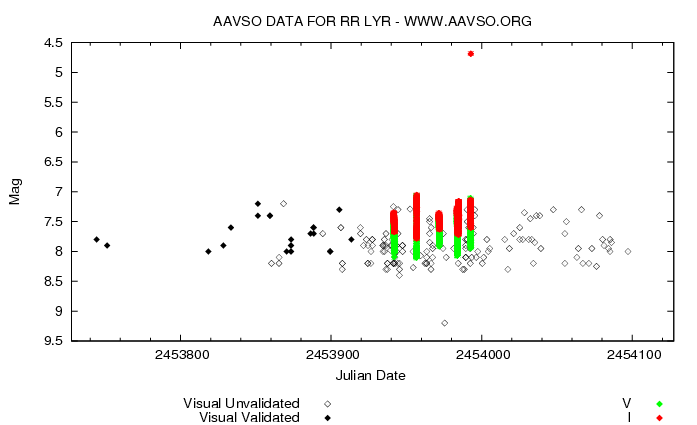
Curba de lumină AAVSO a RR Lyrae. Diferitele culori reprezintă benzi spectrale.

RR Lyrae este o stea variabilă din constelația Lira. 

## Caracteristici
Ea este prototipul variabilelor de tipul RR Lyrae. Are o perioadă de circa 13 ore, iar magnitudinile sale aparente variază  între 7 și 8. Caracterul său variabil a fost descoperit de astronoma scoțiană Williamina Fleming la Observatorul Harvard în 1901. Cum variabilele de tip RR Lyrae sunt importante candele standard, cunoașterea distanței precise a acestei stele este necesară pentru determinarea luminozității sale, și, prin urmare, cea a altor stele de același tip.
Distanța sa a fost timp îndelungat nesigură, iar Fine Guidance Sensor al  Telescopului spațial Hubble a fost folosit în 2002 pentru măsurarea distanței  stelei RR Lyrae cu o marjă de eroare mai mică de ~5 %:  262 de parseci, adică 854 de ani-lumină. Dacă această valoare este corectă, ea atestă stelei RR Lyrae o magnitudine absolută de 0,61, cu alte cuvinte de circa 49 de ori luminozitatea solară.